# Serie B 1960-1961 (pallacanestro maschile)
Il campionato di Serie B di pallacanestro maschile 1960-1961 è stato organizzato in Italia. Il terzo livello del basket italiano è diviso in più gironi su base regionale o interregionale. Sono retrocesse le ultime due classificate di ogni girone, vengono, invece, promosse le prime classificate di ogni girone, le seconde classificate disputeranno tre concentramenti da tre squadre ciascuno con partite di sola andata, la prima di ogni concentramento passerà alla serie superiore

## Girone A
Squadre partecipanti:Alessi Omegna; Ginnastica Michelin Torino; Faini Vercelli; Fulvius Libertas Valenza; Libertas Asti; Dopolavoro Ferr. Lavagna; Cestistica Savonese; Ospedaletti.

### Classifica
|  |    | Classifica finale Serie B - Gir.A | Pt | G  | V  | P  | PtF | PtS |
|  | -- | --------------------------------- | -- | -- | -- | -- | --- | --- |
|  | 1. | Fulvius Libertas Valenza          | 25 | 14 | 11 | 3  |     |     |
|  | 2. | Cestistica Savonese               | 23 | 14 | 9  | 5  |     |     |
|  | 3. | Libertas Asti                     | 23 | 14 | 9  | 5  |     |     |
|  | 4. | Faini Vercelli                    | 21 | 14 | 7  | 7  |     |     |
|  | 5. | Ginnastica Torino                 | 21 | 14 | 7  | 7  |     |     |
|  | 6. | Fulgor Omegna                     | 20 | 14 | 6  | 8  |     |     |
|  | 7. | DL Ferroviario Lavagna            | 18 | 14 | 4  | 10 |     |     |
|  | 8. | Ospedaletti                       | 15 | 14 | 1  | 13 |     |     |

- Promossa in Serie A: S.C. Fulvius Libertas Valenza
  - Qualificata per le finali delle seconde: Cestistica Savonese dopo uno spareggio con la Libertas Asti (67-60)
    -  Retrocedono: DL Ferrov. Lavagna; Ospedaletti.

## Girone B
Squadre partecipanti: Cestistica Gorlese; S.Albino Monza; Dop.Banco Ambrosiano; Dop.Fiera Milano; All'Onestà Milano; Canottieri Milano; Pallacanestro Valtarese Borgotaro; CSI Fulgor Fidenza.

### Classifica
|  |    | Classifica finale Serie B - Gir.B | Pt | G  | V  | P  | PtF | PtS |
|  | -- | --------------------------------- | -- | -- | -- | -- | --- | --- |
|  | 1. | All'Onestà Milano                 | 28 | 14 | 14 | 0  |     |     |
|  | 2. | Fiera Milano                      | 24 | 14 | 12 | 2  |     |     |
|  | 3. | Banco Ambrosiano Milano           | 23 | 14 | 9  | 5  |     |     |
|  | 4. | Cestistica Gorlese                | 21 | 14 | 7  | 7  |     |     |
|  | 5. | Fulgor Fidenza                    | 21 | 14 | 7  | 7  |     |     |
|  | 6. | Valtarese Borgotaro               | 18 | 14 | 4  | 10 |     |     |
|  | 7. | S.Albino Monza                    | 18 | 14 | 4  | 10 |     |     |
|  | 8. | Canottieri Milano                 | 18 | 14 | 4  | 10 |     |     |

- Promossa in Serie A: All'Onestà Milano (14v-0p)
  - Qualificata per le finali delle seconde: Fiera Milano
    -  Retrocedono: S.Albino Monza; Canottieri Milano (per rinuncia a giocare lo spareggio contro la Pall Borgotaro.

## Girone C
Squadre partecipanti: Fiamma Bolzano; Lancia Bolzano; Recoaro Libertas Vicenza; Petrarca Padova B; CUS Ferrara; Reyer Venezia; Die' N'Ai Venezia; Pallacanestro Pordenone.
- Promossa in Serie A: Reyer Venezia (14V-0P)
  - Qualificata per le finali delle seconde: Recoaro Libertas Vicenza
    -  Retrocede: Lancia Bolzano

## Girone D
Squadre partecipanti: Portuali Livorno; Libertas Forlì; Olimpia Pegna Firenze; La Torre Reggio Emilia; Fortitudo Bologna; Robur Ravenna; Juve Pontedera; CUS Firenze
- Promossa in Serie A:  La Torre Reggio Emilia
  - Qualificata per le finali delle seconde: Portuali Livorno
    -  Retrocedono: Robur Ravenna; Olimpia Pegna Firenze

## Girone E
Squadre partecipanti: Libertas Pesaro; CUS Perugia; Convitto Nazionale Assisi; Edera Macerata; Sangiorgese Basket; U.S. Campli; Libertas Teramo; Stella Azzurra Chieti.
- Promossa in Serie A:  U.S. Campli
  - Qualificata per le finali delle seconde: Libertas Pesaro
    -  Retrocedono: Stella Azzurra Chieti; Libertas Teramo

## Girone F
Squadre partecipanti: Virtus Siena; Sebastiani Rieti; Libertas Viterbo; CUS Roma; S.Roberto Roma; Gamma Roma; B.P.D. Colleferro; Basket Pozzuoli.
- Promossa in Serie A:  S.Roberto Roma (11V-3P)
  - Qualificata per le finali delle seconde: CUS Roma (10V-4P)
    -  Retrocedono: Virtus Siena; B.P.D. Colleferro

## Girone G

### Classifica
|  |    | Classifica finale Serie B - Girone G | Pt | G  | V  | P  | PtF | PtS |
|  | -- | ------------------------------------ | -- | -- | -- | -- | --- | --- |
|  | 1. | Cestistica Foggia                    | 25 | 14 | 11 | 3  | 914 | 690 |
|  | 2. | Fiamma Salerno                       | 24 | 14 | 10 | 4  | 720 | 635 |
|  | 2. | Libertas Maddaloni                   | 24 | 14 | 10 | 4  | 684 | 654 |
|  | 4. | Juve Caserta                         | 23 | 14 | 9  | 5  | 684 | 643 |
|  | 5. | Gioventù Nuova Salerno               | 20 | 14 | 6  | 8  | 781 | 744 |
|  | 6. | Scandone Avellino                    | 18 | 14 | 4  | 10 | 607 | 772 |
|  | 7. | Marigliano                           | 17 | 14 | 3  | 11 | 634 | 727 |
|  | 7. | Libertas Russo Foggia                | 17 | 14 | 3  | 11 | 614 | 805 |

### Spareggio secondo posto
| Napoli 16 aprile 1961 | Fiamma Salerno | 43 – 41 | Libertas Maddaloni |  |

## Girone H

### Classifica
|  |    | Classifica finale Serie B Girone H | Pt | G  | V  | P  | PtF | PtS |
|  | -- | ---------------------------------- | -- | -- | -- | -- | --- | --- |
|  | 1. | Amatori Ricciardi Taranto          | 25 | 14 | 11 | 3  | 705 | 566 |
|  | 2. | Vasco Monopoli                     | 24 | 14 | 10 | 4  | 722 | 628 |
|  | 2. | Pallacanestro Catanzaro            | 24 | 14 | 10 | 4  | 743 | 585 |
|  | 4. | Dodaro Cosenza                     | 22 | 14 | 8  | 6  | 625 | 584 |
|  | 5. | Folgore Nocera                     | 22 | 14 | 8  | 6  | 626 | 625 |
|  | 6. | Olimpia Basket Matera              | 19 | 14 | 5  | 9  | 569 | 592 |
|  | 7. | Bardelli Taranto                   | 16 | 14 | 2  | 11 | 630 | 791 |
|  | 7. | Valery Catanzaro                   | 16 | 14 | 2  | 11 | 424 | 682 |

### Spareggio secondo posto
| Potenza 16 aprile 1961 | Vasco Monopoli | 53 – 44 | Pallacanestro Catanzaro |  |

## Girone I

### Classifica
|  |    | Classifica finale Serie B Girone I | Pt | G  | V  | P  | PtF | PtS |
|  | -- | ---------------------------------- | -- | -- | -- | -- | --- | --- |
|  | 1. | Cestistica Palermitana             | 27 | 14 | 13 | 1  | 779 | 548 |
|  | 2. | Libertas Agrigento                 | 23 | 14 | 9  | 5  | 709 | 609 |
|  | 3. | UCSI Reggio Calabria               | 23 | 14 | 9  | 5  | 716 | 666 |
|  | 4. | Pallacanestro Siracusa             | 21 | 14 | 7  | 7  | 584 | 630 |
|  | 5. | Diana Comiso                       | 20 | 14 | 6  | 8  | 606 | 602 |
|  | 6. | Virtus Ragusa                      | 20 | 14 | 6  | 8  | 605 | 649 |
|  | 7. | Libertas Milazzo                   | 17 | 14 | 3  | 11 | 529 | 662 |
|  | 7. | Pallacanestro Messina              | 17 | 14 | 3  | 11 | 504 | 661 |

### Spareggio secondo posto
| Catania 16 aprile 1961 | Libertas Agrigento | 59 – 51 | UCSI Reggio Calabria |  |

## Finali interzona delle seconde

### Concentramento A (Reggio Emilia)
Squadre partecipanti: Cestistica Savonese; Fiera Milano; Recoaro Vicenza.
- Vince il concentramento ed è promossa in Serie A: Fiera Milano

### Concentramento B (Perugia)
Squadre partecipanti: Portuali Livorno; CUS Roma; Libertas Pesaro.
- Vince il concentramento ed è promossa in Serie A: Portuali Livorno

### Concentramento C (Catanzaro)
| Catanzaro 23 aprile 1961 | Libertas Agrigento | 42 – 32 | Vasco Monopoli |  |

| Catanzaro 24 aprile 1961 | Fiamma Salerno | 48 – 39 | Vasco Monopoli |  |

| Catanzaro 24 aprile 1961 | Fiamma Salerno | 43 – 41 | Libertas Agrigento |  |

- Vince il concentramento ed è promossa in Serie A: Fiamma Salerno

## Verdetti
- Promosse in Serie A: Libertas Valenza; All'Onestà Milano; Reyer Venezia; La Torre Reggio Emilia; U.S. Campli; S.Roberto Roma; Cestistica Foggia; Amatori Ricciardi Taranto; Cestistica Palermitana; Fiera Milano; Portuali Livorno; Fiamma Salerno
  - La S.Roberto Roma non si iscriverà al prossimo campionato di Serie A, al suo posto verrà ripescata il CUS Roma